# 桜葉漬け

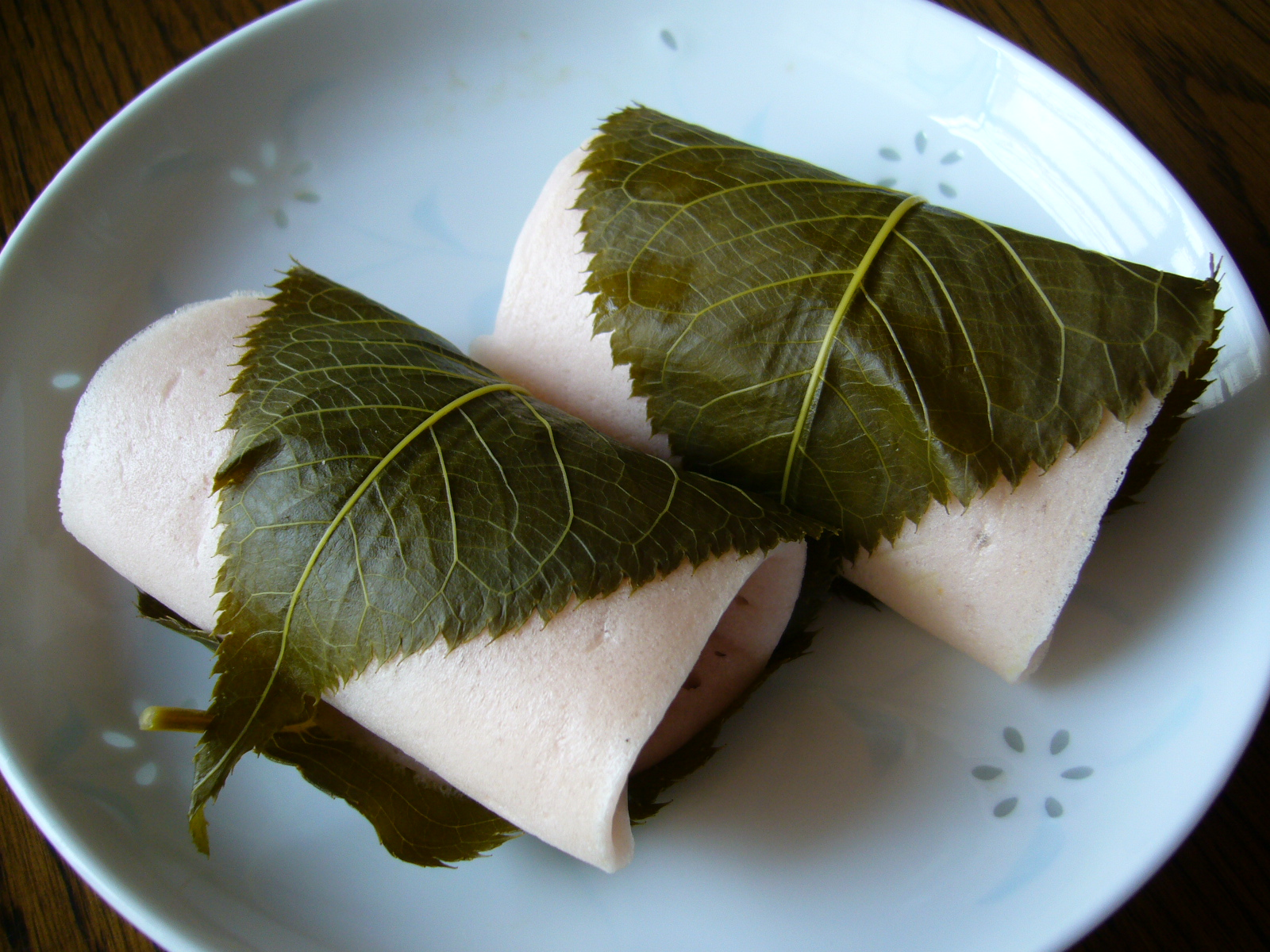
桜葉漬けを用いた桜餅（長命寺）

桜葉漬け（さくらばづけ）は、桜の葉の塩漬け。桜餅や、魚の桜蒸しなどの調理に用いられる。かつては、東京では色の鮮やかなもの、京都では香りのよいものが好まれるなどの地域性があった。

## 品種
桜葉漬けには、主にオオシマザクラの葉が用いられる。塩漬けによって生じる独特の芳香と深い緑色が好まれること、ソメイヨシノやヤエザクラなどと比べて葉がかなり大きく産毛もないことなどがオオシマザクラの特長である。ヤマザクラの葉は塩漬けにしても芳香は全く得られないが、オオシマザクラの雑種であるソメイヨシノなどは芳香を生成する。

## 製法
オオシマザクラの葉は、伐採から4-5年経った株から5月頃に収穫するものが形や大きさ、香りなどが良いとされる。収穫は9月頃まで株ごとに月1回行われ、一株から250枚の葉が採れる。葉は大きさによって分別された後に50枚ずつ茅などで束ねる。鮮度が品質に大きく影響するため、桜葉は収穫した日のうちに工場で塩漬けにされる。塩漬けの容器には、かつては四斗樽が使われていたが、近年ではさらに大きい直径・高さとも2mもの樽が使われ、1つの容器に200万枚の桜葉が入る。
樽の中に桜葉を円形に並べて塩を振り、500束の葉に対して塩10kgほどが使用される。これに重しをかけて蓋をし、半年から1年かけて塩漬けされる。なお、塩漬けを始めて2-3日で香りが出始め、1か月後には芳香が生成される。また、塩水から取り出すと葉は変色してしまう。

## 産地と歴史
日本国内で消費される桜葉漬けの約70%は、静岡県の松崎町で生産されている。当地では風が強くないため葉がすれあわず、日当たりと水はけのよい段々畑がある事がオオシマザクラ栽培に有利に働いている。
隣接する南伊豆町の子浦では、和菓子の製造者に向けた桜葉漬けの生産が1910年頃から始まった。当時の子浦では後背地の山林で木炭用に生育の早いオオシマザクラが生育されており、桜葉漬けは舟運で結ばれている沼津港に出荷された。その後、需要の増加に応えて隣接する松崎町の岩科川上流地域でも桜葉漬けの生産が始まり、1932年には松崎港からも出荷されるようになった。
1950年代以降に燃料革命によって木炭の需要が減少すると、炭焼き産業が衰退して薪炭樹からの葉の採集が困難になった。一方でクワやコムギの生産も低迷していたため、これらの作物の畑でオオシマザクラの栽培が始まり、栽培法の改良もあって1960年代から松崎町で急速に畑での栽培が広がった。子浦のようにマーガレットなど新しい換金作物の生産が盛んにならなかった事も影響している。1987年頃が松崎町における生産のピークであり、その後は栽培農家の高齢化が進んでいる。2001年には、同町の桜葉漬けがかおり風景100選に選出された。